# معتمدية المطوية
معتمدية المطوية إحدى معتمديات الجمهورية التونسية، تابعة لولاية قابس.

### مواضيع ذات علاقة
- ولاية قابس.